# Milan Korać
Milan Korać (Apatin, 1978) srpski je kantautor, pesnik i gitarista. Rođen je u Apatinu, Prirodnomatematički fakultet završio je u Novom Sadu i radi kao programer u Marble IT u Novom Sadu. Osnivač je Šinobusa, jednog od najzapaženijih regionalnih koncertnih bluz-rok sastava, s kojim je do sada objavio pet autorskih albuma i odsvirao preko 500 koncerata u Srbiji, Sloveniji, Hrvatskoj, Bosni i Hercegovini, Crnoj Gori, Bugarskoj i Švajcarskoj.
Samostalni album prvenac pod nazivom Do modrih dubina, zajedno s prvom zbirkom pesama, Milan Korać objavio je 2013. godine za izdavačku kuću Prometej iz Novog Sada. Drugi album Sunčani put objavljen je u maju 2016 godine kao on-line izdanje za izdavačku kuću Rock Svirke Records iz Beograda.
Ovaj Novosađanin imao je čast da peva rame uz rame s Terijem Evansom i da svira lično gorostasu bluza, Haniboj Edvardsu. Ti trenuci svakako su među najdragocenijim u njegovom muzičkom životu.

## Diskografija

### Albumi

#### Do modrih dubina
Album je objavljen 2013. godine za izdavačku kuću Prometej iz Novog Sada.
1. Do modrih dubina
2. Skrovište
3. Gde me vode ruke
4. Pogled
5. Zarobljena pesma
6. Kao da
7. Pesak mojih lutanja
8. I opet si tu
9. Scenario za san

#### Sunčani put
Album je objavljen 2016. godine za izdavačku kuću Rock Svirke Records iz Beograda.
1. Sunčani put
2. Devojko mala
3. Ne budi me
4. Pratićemo suncokrete
5. Zlatni rt
6. Kolpa
7. Oblaci
8. Fruška gora
9. Škripi šarka
10. Odmetnuta pesma
11. Grbavica
12. Čekao sam dugo

#### Miloš Zubac i Milan Korać - Spektakl
Album je objavljen 2014. godine za izdavačku kuću Rock Svirke Records iz Beograda.
1. U srcu tame
2. Pogrešno more
3. Ljubavi
4. Znamenje budnosti
5. Po obimu kruga
6. Spektakl
7. Ako hoćeš da se svetiš
8. U međuvremenu
9. Bledo
10. Petar i Vendi
11. Nebo je isto
12. Ušće

#### Nekad jurimo kroz polja, a nekad stojimo u stanicama
Album je objavljen 2005. godine za izdavačku kuću City Records.
1. Lowlanders Blues
2. U rano jutro opet budi me dan
3. In the Bottle
4. Boli i mene
5. Kraj jezera
6. Pakleni dan
7. Kada svrake bulje u mene
8. Catch the Chicken
9. Sećanje na Srem
10. Poražen u svom kaputu
11. Bela tačka

#### U pravcu jablanova
Album je objavljen 2007. godine za izdavačku kuću PGP RTS.
1. U pravcu jablanova
2. Moje ruke sad su ptice
3. Čamac na Tisi
4. Lađa
5. Bulevar sreće
6. Where Is the Freedom?
7. Prašina
8. If I Had Possession Over Judgement Day
9. Jutro je sebi prokrčilo put
10. Bluz je đavo
11. Predosećaj
12. Čekanje

#### Vagon za provetravanje tunela
Album je objavljen 2010. godine za izdavačku kuću PGP RTS.
1. Intro-tema iz filma Mala pljačka vlaka
2. Super bejbe
3. Bluz novog dana
4. Obasjaj nam put
5. Svitac
6. Mirna Bačka
7. Ravnodušna pesma
8. Ja moram da te vidim što pre
9. Wayfaring Stranger
10. Raskršće
11. Nadomak oka
12. Srebrna strela
13. Beskrajna pruga

#### Nebo od skaja
Album je objavljen 2013. godine za izdavačku kuću Dallas Records.
1. Vazduh
2. Kuća ljubavi
3. Bio sam tu
4. Naš dan
5. Skačem visoko
6. Greed
7. Iz drugog ugla
8. Potera
9. Ćorav sokak
10. Noonism
11. Ko zna
12. Ponekad
13. Lion's Garden
14. Odlazak

#### Ljubav i dalje diše
Album je objavljen 2017. godine za izdavačku kuću PGP RTS.
1. U nevreme
2. Preko polja, pa u brda
3. Čudno voće
4. Ljubav i dalje diše
5. Boka
6. Začaran krug
7. Iz drugog života
8. Dečaci
9. Hop
10. Genetski modifikovana osećanja
11. Pauk tišine
12. Crna dirka
13. Vučedolska

#### Neki noviji klinci i...
Kompilacija pesama Neki noviji klinci i... je objavljena 2007. godine za izdavačku kuću PGP RTS.
1. Tizzies — „Mirka“ - 2:30
2. TetraPank — „Lepa profina kći“ - 2:50
3. Pinknik — „Nikad kao Bane“ - 3:59
4. Đarma & Metkovi — „Moj stari frend“ - 2:25
5. Zbogom Brus Li — „Jadna i bedna 2007“ - 3:30
6. Lost Propelleros — „Pesma o jednom petlu“ - 2:39
7. Drum 'n' Zez featuring Zagor & Piknik — „Al' se nekad dobro jelo“ - 3:50
8. Pero Defformero — „Jaroslava“ - 3:58
9. Čučuk Stana HC Orchestra — „U razdeljak te ljubim“ - 1:52
10. Super S Karamelom — „Pa dobro gde si ti“ - 3:12
11. Proleće — „Oprosti mi Katrin“ - 2:18
12. Nekropolis — „Živeti slobodno“ - 3:27
13. Šinobusi — „Život je more“ - 5:06
14. Sing Sing Singers — „Baby Blue“ - 2:54
15. The Groovers — „Predlog“ - 3:06
16. Crosspoint — „Devojka sa čardaš nogama“ - 4:34
17. Lee Man — „Limanska“ - 4:20
18. Signum — „D Mol“ - 4:15
19. Mitesers — „Palava balada“ - 3:52
20. Crash 2 — „Crni labud“ - 4:27
21. Highway — „Neki novi klinci“ - 3:55

#### Solaris Blues Band feat. Šinobusi - Oblak nalik tebi
Album je objavljen 2013. godine za izdavačku kuću IKC Solaris.
Sve tekstove je napisao književnik Saša Radonjić, osnivač Solaris Blues Band-a.
1. Oblak nalik tebi
2. Strah i sat
3. Vazduh
4. Šinobus bluz
5. Raskršće
6. Put tišine
7. Beskrajna pruga
8. Vlažne reči
9. Kuća od prašine

## Spoljašnje veze
- Miloš Zubac-Recenzija albuma "Do modrih dubina"
- Miloš Zubac-Recenzija albuma "Sunčani put"
- Zli Hadžo-Recenzija albuma "Sunčani put"
- Eddie Cooney-Recenzija albuma "Sunčani put"
- Diskografija Milana Koraća na sajtu Discogs
- Šinobusi na
- Šinobusi na
- Šinobusi na
- Šinobusi na
- Šinobusi na